# Featuring Lucci
Featuring Lucci può essere considerato il debutto ufficiale del collettivo Brokenspeakers; infatti presenta collaborazioni con tutta la crew oltre che con Gente de Borgata e Noyz Narcos. L'EP è interamente prodotto da Ford 78 e Dj Sine.

## Tracce
1. Intro
2. La guerra del terrore
3. Zero (feat. Coez)
4. Il nostro suono (feat. Circolo Vizioso)
5. Niente di nuovo (feat. Gente De Borgata)
6. Cinefilia (feat. Noyz Narcos)
7. Giorni freddi (feat. Coez)